# Hrabstwo Webb

Piramida wieku hrabstwa

Hrabstwo Webb – hrabstwo położone w USA w stanie Teksas. Utworzone w 1848 r. Siedzibą hrabstwa jest miasto Laredo. 

## Gospodarka
- turystyka, handel międzynarodowy i produkcja[1]
- wydobycie gazu ziemnego (2. miejsce w stanie) i ropy naftowej[2]
- hodowla kóz, koni, bydła i owiec – 92% areału hrabstwa zajmują pastwiska[3]
- uprawa cytryn, orzechów pekan i cebuli[3][1].

Najpopularniejszymi sektorami zatrudnienia mieszkańców hrabstwa Webb w 2020 roku były: transport i magazynowanie (16 085 osób), handel detaliczny (14 923 osób), usługi edukacyjne (13 176 osób), oraz opieka zdrowotna i pomoc społeczna (12 523 osób). 

## Miasta
| Miasta                                     | CDP | CDP | CDP |
| ------------------------------------------ | --- | --- | --- |
| - El Cenizo - Granger - Laredo - Rio Bravo | - Aguilares - Bonanza Hills - Botines - Bruni - Colorado Acres - Four Points - Hillside Acres - La Coma - La Presa - Laredo Ranchettes - Laredo Ranchettes West - Las Haciendas | - Las Pilas - Los Altos - Los Arcos - Los Centenarios - Los Corralitos - Los Fresnos - Los Huisaches - Los Minerales - Los Nopalitos - Los Veteranos I - Los Veteranos II - Mirando City | - Oilton - Pueblo East - Pueblo Nuevo - Ranchitos East - Ranchitos Las Lomas - Ranchos Penitas West - San Carlos I - San Carlos II - Sunset Acres - Tanquecitos South Acres - Tanquecitos South Acres II - Valle Verde |

## Sąsiednie hrabstwa i gminy
- Hrabstwo Dimmit (północ)
- Hrabstwo La Salle (północ)
- Hrabstwo Dval (wschód)
- Hrabstwo Jim Hogg (południowy wschód)
- Hrabstwo Zapata (południe i południowy wschód)
- Hrabstwo Maverick (północny zachód)
- Hrabstwo McMullen (północny wschód)
- Gmina Guerrero, Coahuila, Meksyk (zachód)
- Gmina Hidalgo, Coahuila , Meksyk (zachód)
- Gmina Anáhuac, Nuevo León, Meksyk (zachód)
- Gmina Nuevo Laredo, Tamaulipas, Meksyk (południe)
- Gmina Guerrero, Tamaulipas, Meksyk (południowy zachód)

## Demografia
W latach 2010–2020 populacja hrabstwa wzrosła o 6,7% do 267,1 tys. mieszkańców, w tym 95% zamieszkiwało stolicę Laredo. Struktura rasowa hrabstwa w 2020 roku wyglądała następująco:
- Latynosi – 95,4%
- biali nielatynoscy – 3,6%
- czarni lub Afroamerykanie – 0,8%
- Azjaci – 0,6%
- rdzenni Amerykanie – 0,6%.

## Religia
W 2020 roku większość mieszkańców (59,9%) to katolicy. Blisko 10% deklaruje członkostwo w Kościołach protestanckich (głównie zielonoświątkowych i bezdenominacyjnych). Mniejsze grupy obejmowały świadków Jehowy (1,5%), mormonów (0,9%) i muzułmanów (0,15%).